# Zdzisław Nowak (1932–1984)
Zdzisław Nowak (ur. 22 lipca 1932 w Wojsławicach, zm. 1 lutego 1984) – polski lekarz, poseł na Sejm PRL V i VI kadencji.

## Życiorys
Syn Jana i Józefy. Uzyskał wykształcenie wyższe, pracował jako lekarz w Ośrodku Zdrowia w Koszycach. W 1961 wstąpił do Polskiej Zjednoczonej Partii Robotniczej, gdzie zasiadał w plenum Komitetu Powiatowego, a także był sekretarzem propagandy w miejscu pracy. Przewodniczył Radzie Zakładowej Związku Zawodowego Pracowników Służby Zdrowia. Był członkiem prezydium Gromadzkiej Rady Narodowej. W 1969 i 1972 uzyskiwał mandat posła na Sejm PRL w okręgu Busko-Zdrój. Przez dwie kadencje zasiadał w Komisji Zdrowia i Kultury Fizycznej, a w trakcie VI ponadto w Komisji Prac Ustawodawczych.

## Odznaczenia
- Srebrny Krzyż Zasługi